# Strætó bs.
Strætó est une association communautaire (en islandais : Byggðasamlag) qui exploite les bus urbains dans la région de la capitale islandaise, soit Reykjavík et les villes et banlieues satellites environnantes. Strætó gère également des services de bus ruraux pour la majeure partie du pays, y compris des services le long de la côte sud et vers le nord de l'Islande, en coopération avec l'administration routière islandaise.

## Histoire

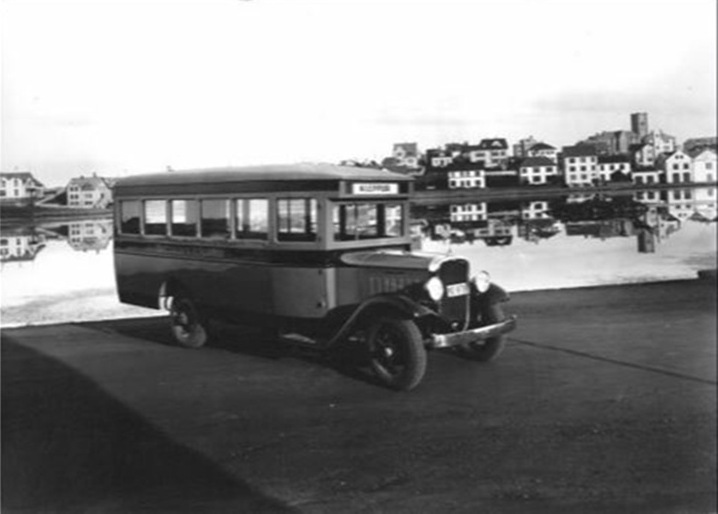
Un des premiers bus en 1933.

L'histoire des transports publics à Reykjavík remonte au 31 octobre 1931, date à laquelle le premier réseau est créé par la société à responsabilité limitée Strætisvagnar Reykjavíkur, rachetée en 1944 par la ville, qui conserve le même nom,.
Le 15 août 1992, l'Almenningsvagnar (AV) voit le jour pour coordonner les transports dans les municipalités du sud de la région de la capitale (Mosfellsbær, Kópavogur, Hafnarfjörður, Álftanes et Garðabær) ; la tarification est commune avec le réseau de la Strætisvagnar Reykjavíkur (SVR) qui opère à Reykjavík et dans la périphérie nord (Seltjarnarnes),. L'exploitation des lignes de AV est assuré par les sociétés Hagvagnar et Major à l'aide de 17 bus. En 1997, la municipalité de Mosfellsbær quitte l'Almenningsvagnar au profit de la Strætisvagnar Reykjavíkur.
Strætó a été créée le 1er juillet 2001 par la fusion de Strætisvagnar Reykjavíkur (SVR) et Almenningsvagnar (AV).
La même année, la planification d'un nouveau réseau, resté quasiment inchangé depuis le début des années 1970 à l'exception de nouvelles lignes vers de nouvelles localités, a commencé. Le nouveau réseau est entré en vigueur le 23 juillet 2005. Le changement le plus important a été l'augmentation de la fréquence aux heures de pointe et l'introduction des « lignes structurantes » entre les principaux pôles de correspondance.
Lignes exploitées entre 2001 et 2005 : Reykjavík était desservie par les lignes 2, 3, 4, 5, 6, 7, 8, 10, 11, 12, 14, 15, 16, 17, 18, 20 (desservant Kjalarnes via Mosfellsbær), 110, 111, 112 et 115 tandis que Mosfellsbær était desservie par la ligne 25. Kópavogur était desservie par les lignes 16 à 18 et 112 depuis la capitale ainsi que par les lignes 32, 61, 62 et 66. Hafnarfjörður était desservie par les lignes 40, 41, 42, 43, 44, 45 et 46. Álftanes était desservie par la ligne 57. Enfin, plusieurs lignes assuraient des liaisons intercommunales : 114, 140 et 150 entre Reykjavík, Hafnarfjörður et Garðabær.
Le réseau mis en place en 2005.
Lignes structurantes :
- Ligne S1 : Hafnarfjörður - Kópavogur - Hlemmur
- Ligne S2 : Salahverfi - Hamraborg - Hlemmur
- Ligne S3 : Seljahverfi - Mjódd - Kringlan - Hlemmur
- Ligne S4 : Fell/Berg - Kringlan - Hlemmur
- Ligne S5 : Selásbraut - Kringlan - Hlemmur
- Ligne S6 : Spöng - Kringlan - Hlemmur

Lignes principales :
- Ligne 11 : Nes - Hlemmur - Mjódd - Lindir
- Ligne 12 : Hamrar - Mjódd - Hlemmur - Skerjafjörður
- Ligne 13 : Eiðistorg - Hlemmur - Sléttuvegur
- Ligne 14 : Grandi - Hlemmur - Vogar - Kringlan
- Ligne 15 : Mosfellsbær - Hlemmur - Vesturbær
- Ligne 16 : Grafarvogur - Hlemmur - Loftleiðir

Lignes de quartier :
- Ligne 21 : Byggðir - Fjörður - Berg
- Ligne 22 : Ásar - Fjörður - Ásgarður
- Ligne 23 : Álftanes - Ásgarður
- Ligne 24 : Staðahverfi - Mjódd - Garðabær
- Ligne 25 : Grafarholt - Breiðhöfði - Selás
- Ligne 26 : Kársnes - Mjódd - Vatnsendi
- Ligne 27 : Kjalarnes - Mosfellsbær - Mosfellsdalur

Dès 2006, les lignes 17, 18, 19 et 28 sont créées.
En 2007, les lignes S1 à S6 sont renumérotées 1 à 6, les lignes 16, 21, 25 et 26 sont supprimées tandis que de nouvelles lignes circulaires 31/32, 33/34 et 35/36 (le numéro changeant selon le sens) sont créées. Une nouvelle ligne 21 voit le jour entre 2007 et 2008 pour desservir Ikea.
Fin 2008, le réseau s'étend aux municipalités d'Akranes et de Selfoss avec la création des lignes 51, 57 et 58,.
En 2010, une nouvelle ligne 16 a été ajoutée pour assurer un bus toutes les 15 minutes entre Hlemmur et Nauthóll. Le tracé de la ligne 18 a également été modifié : elle se termine désormais à Grafarholt au lieu de passer par Spöngin. La nouvelle ligne 26 relie Spöngin et Hraunsás. À la fin de l'été, d'autres changements ont eu lieu : les lignes 31/32 qui traversaient autrefois la zone autour de Spöngin (terminus de la ligne 6) ont été supprimées. Au lieu de ces deux lignes circulaires, la ligne 6 passe désormais par Borgir, Víkur et Barðastaðir et revient à Spöngin pour une fréquence accrue à Borgir, Víkur et Barðastaðir, mais coupant Hamrar et Rimar du réseau. Le week-end et tard le soir, les bus relient Barðastaðir à Grafarholt où ils desservent la nouvelle zone étendue de Grafarholt, puis retournent à Barðastaðir et Spöngin. De plus, le tracé de la ligne 22 a été modifié en soirée : elle passe désormais par Álfaskleið au lieu de desservir Skútuhraun/Slökkviðstöð jusqu'au terminal de Fjörður, de sorte qu'un service horaire dans le centre de Hafnarfjörður peut être assuré.
En 2010 et à la suite de la crise économique de 2008, Strætó décide de sous-traiter l'exploitation d'une partie de ses lignes urbaines à deux entreprises privées après un appel d'offres : Hagvagnar et Kynnisferðir.
En 2011, le réseau se compose comme suit :
Lignes rouges :
- Ligne 1 : Hlemmur - Kópavogur - Garðabær - Hafnarfjörður
- Ligne 2 : Hlemmur - Kringlan - Hamraborg - Smáralind - Salahverfi
- Ligne 3 : Hlemmur - Kringlan - Mjódd - Sel - Berg - Fell
- Ligne 4 : Hlemmur - Borgatún - Hamraborg - Mjódd - Berg - Fell
- Ligne 5 : Hlemmur - Sæbraut - Ártún - Selásbraut
- Ligne 6 : Hlemmur - Kringlan - Ártún - Spöng

Lignes vertes :
- Ligne 11 : Mjódd - Hlemmur - Nes
- Ligne 12 : Skerjafjörður - Hlemmur - Mjódd - Ártún
- Ligne 13 : Sléttuvegur - Hlemmur - Lækjartorg - Eiðistorg
- Ligne 14 : Grandi - Hlemmur - Vogar - Verzló
- Ligne 15 : Mosfellsbær - Hlemmur - Vesturbær
- Ligne 17 : Hlemmur - Mjódd - Berg - Fell
- Ligne 18 : Korputorg - Úlfarsárdalur - Grafarholt - Bústaðav. - Hlemmur
- Ligne 19 : Nauthóll - Hlemmur - Ártún - Norðlingaholt

Lignes bleues :
- Ligne 21 : Fjörður - Sólvangur - IKEA
- Ligne 22 : Hraun - Fjörður - Vellir
- Ligne 23 : Álftanes - Ásgarður - Vífilsstaðir - Ásgarður
- Ligne 24 : Spöngin - Mjódd - Garðabær
- Ligne 26 : Úlfarsárdalur - Grafarholt - Árbær
- Ligne 27 : Háholt - Laxnes - Háholt
- Ligne 28 : Hamraborg - Lindir - Salahverfi - Vatnsendi - Mjódd
- Ligne 33/34 : Fjörður - Háholt - Ásar - Berg - Fjörður (circulaire, le numéro change selon le sens)
- Ligne 35 : Hamraborg - Kársnes - Engihjalli - Hamraborg (circulaire dans un sens uniquement)
- Ligne 51 : Selfoss - Hveragerði - Mjódd
- Ligne 57 : Akranes - Hvalfjarðargöng - Háholt

Début 2012, les services de bus dans le sud de l'Islande (Suðurland) ont été étendus. Outre la ligne 51, il existe désormais des lignes plus à l'est dans le sud de l'Islande :
- Ligne 52 : Reykjavík - Hveragerði - Selfoss - Hella - Hvolsvöllur - Landeyjahöfn
- Ligne 71 : Hveragerði - Þorlákshöfn - Hveragerði
- Ligne 72 : Selfoss - Borg - Laugarvatn - Reykholt - Flúðir - Selfoss
- Ligne 73 : Selfoss - Flúðir - Reykholt - Grímsnes - Selfoss

Le 2 septembre 2012, le réseau s'étend au nord et à l'ouest de l'Islande : outre la ligne 57 prolongée, les lignes 58, 59, 81, 82, 83 et 84 sont créées.
En janvier 2015, la ligne 55 voit le jour entre la capitale et l'aéroport de Keflavik grâce à un partenariat entre Strætó et l'Union des municipalités de Suðurnes.
Le premier service régulier de bus de nuit à Reykjavík a démarré en janvier 2018, à titre expérimental pendant un an. Le service comprenait six lignes (101, 102, 103, 105, 106 et 111) qui partaient de la gare routière centrale de Hlemmur et se dirigeaient vers la banlieue. En octobre 2018, Strætó a annoncé que l'utilisation des bus de nuit avait été trop faible au cours des dix mois précédents, seules les lignes 101 et 106 ayant montré un niveau de fréquentation suffisant pendant cette période. La ligne 111 a été supprimée en janvier 2019 tandis que les cinq autres ont été maintenues jusqu'au 31 mars 2020, date à laquelle tous les bus de nuit à Reykjavík ont été suspendus jusqu'à nouvel ordre en raison de la pandémie de COVID-19. En juillet 2022, Strætó a repris le service de nuit, ajoutant deux nouvelles lignes qui n'existaient pas avant la suspension des services en mars 2020. Les lignes 101, 102, 103, 105 et 106 ont été rétablies, ainsi que deux nouvelles lignes numérotés 104 et 107. La ligne 107 suit à peu près le même tracé que l'ancienne 111.

## Structure administrative
Strætó est une association communautaire (en islandais : Byggðasamlag) appartenant aux sept municipalités du Höfuðborgarsvæðið : Reykjavík, Kópavogur, Hafnarfjörður, Garðabær, Mosfellsbær, Seltjarnarnes et Álftanes.
Le conseil d’administration, élu tous les 2 ans, est composé d'un représentant et d'un suppléant de chaque municipalité membre ; le représentant doit être le chef de l'administration locale ou le directeur exécutif de la municipalité concernée. Le président du conseil d’administration est élu parmi ses membres.
Le réseau interurbain est exploité en coopération avec l'administration routière, qui gère les contrats et subventionne les municipalités assurant des services de transports urbains.

## Le réseau
En 2024, 27 lignes urbaines et 18 lignes interurbaines sont exploitées. L'entreprise dispose d'une flotte de 85 bus de couleur jaune vif, dont 15 bus électriques et 3 bus au gaz naturel. Strætó vise à convertir l'ensemble de sa flotte avec des bus zéro émissions d'ici 2030.
Tous les bus sont équipés de systèmes d'information des passagers en temps réel et d'une connexion Wi-Fi gratuite. La plupart des principaux arrêts de bus disposent également d'écrans affichant les départs en temps réel. La plupart des lignes de bus circulent à des intervalles d'environ 15 minutes pendant les heures de pointe en semaine et à des intervalles de 30 minutes pendant les heures creuses et le week-end.
Les lignes 1 et 6 sont exploités selon une fréquence de pointe de 10 minutes et une fréquence hors pointe de 15 minutes.
Sur les 27 lignes desservant la région de la capitale, huit sont structurantes (1 à 8) et relient le pôle d'échanges principal du centre-ville de Hlemmur avec les différents quartiers résidentiels de la périphérie de la ville via les principaux axes de circulation. Neuf lignes principales (11 à 19) s'arrêtent également au pôle de Hlemmur mais desservent plus finement les différents quartiers via les axes secondaires. Les lignes restantes sont les lignes de quartier (21 à 36) qui circulent à l'intérieur ou entre les banlieues et ne desservent pas le centre-ville de Reykjavík.
Le réseau fonctionne autour de neuf pôles d'échanges dans la région de la capitale. Les principaux sont Hlemmur et Lækjartorg au centre-ville de Reykjavík ; les autres se trouvent à Hamraborg à Kópavogur, Fjörður à Hafnarfjörður, Ásgarður à Garðabær, Ártún, Mjódd, Spöngin à Reykjavík et Háholt à Mosfellsbær.
Depuis 2023, cinq lignes de bus de nuit sont exploitées dans la région de la capitale Reykjavík les vendredis et samedis soirs. Les tarifs sont le double du tarif journalier habituel et ne fonctionnent que dans un seul sens : du centre-ville vers la banlieue sur une base horaire environ. Pour des événements spéciaux tels que la Nuit de la culture de la ville, l'offre nocturne est renforcée. Les lignes sont numérotés 101, 103, 104, 105 et 106.
Près de 60 % des services sur le réseau urbain sont assurés en sous-traitance par les entreprises Kynnisferðir et Hagvagnar.
Les lignes de bus numérotées de 50 à 100 sont des lignes interurbaines qui desservent toute l'Islande. Certaines lignes sont sur réservation. Les départs se font généralement depuis la gare routière de Mjódd, en périphérie de la capitale.
Un ticket de bus coûte, en 2024, 650 couronnes (soit 4,34 €) sur le réseau urbain ; le prix augmente à 1260 couronnes (soit 8,41 €) sur les lignes nocturnes. Sur les lignes interurbaines la tarification varie selon la distance parcourue.

### Lignes urbaines
- 1 : Skúlagata ↔ Hfj. Skarðshlíð
- 2 : Háskóli Íslands ↔ Mjódd
- 3 : Grandi ↔ Mjódd
- 4 : Skúlagata ↔ Mjódd
- 5 : Gamla Hringbraut ↔ Norðlingaholt
- 6 : Háskóli Íslands ↔ Egilshöll
- 7 : Egilshöll ↔ Leirvogstunga
- 8 : HR ↔ BSÍ/Landsspítalinn
- 11 : Mjódd ↔ Seltjarnarnes
- 12 : Skerjafjörður ↔ Ártún
- 13 : Sléttuvegur ↔ Öldugrandi
- 14 : Grandi ↔ Verzló
- 15 : Mosfellsbær ↔ Vesturbær
- 16 : Skúlagata ↔ Hádegismóar
- 17 : Skúlagata ↔ Breiðholt
- 18 : Spöngin ↔ Skúlagata
- 19 : Kaplakriki ↔ Ásvallalaug
- 21 : Háholt ↔ Mjódd
- 22 : Ásgarður ↔ Urriðaholt (ligne circulaire, sur réservation en soirée)
- 23 : Ásgarður ↔ Álftanes (ligne circulaire, sur réservation en soirée)
- 24 : Spöngin ↔ Garðabær
- 25 : Spöngin B ↔ Gufunes (ligne circulaire, sur réservation)
- 26 : Ásvallalaug ↔ Ásvallalaug (ligne circulaire, sur réservation)
- 27 : Háholt ↔ Laxnes (ligne circulaire, sur réservation)
- 28 : Hamraborg ↔ Dalaþing
- 29 : Háholt ↔ Kjalarnes (sur réservation)
- 31 : Gufunesbær ↔ Egilshöll
- 35 : Hamraborg ↔ Engihjalli (ligne circulaire)
- 36 : Hamraborg ↔ Kársnes

### Lignes nocturnes
- 101 : Lækjartorg B → Hafnarfjörður
- 103 : Hlemmur B → Breiðholt
- 104 : Lækjartorg B → Úlfarsárdalur
- 105 : Lækjartorg B → Norðlingaholt
- 106 : Lækjartorg B → Mosfellsbær

### Lignes interurbaines
Les lignes sont regroupées par rapport aux régions.
Suðurland :
- 51 : Höfn ↔ Reykjavík
- 52 : Reykjavík ↔ Landeyjahöfn
- 71 : Þorlákshöfn ↔ Hveragerði
- 72 : Selfoss ↔ Flúðir (ligne circulaire)
- 73 : Selfoss ↔ Grímsnes (ligne circulaire)

Suðurnes : 
- 55 : Reykjavík ↔ KEF – Aéroport
- 87 : Vogar ↔ Miðstöð Reykjanesbær
- 89 : Reykjanesbær ↔ Sandgerði

Vesturland et Norðurland vestra :
- 57 : Akureyri ↔ Reykjavík
- 58 : Stykkishólmur ↔ Borgarnes
- 59 : Borgarnes ↔ Hólmavík
- 63 : Varmaland skóli ↔ Borgarnes
- 64 : Kleppjárnsreykir ↔ Borgarnes
- 65 : Borgarnes ↔ Búðardalur
- 81 : Borgarnes ↔ Reykholt
- 82 : Hellissandur ↔ Stykkishólmur
- 84 : Skagaströnd ↔ Blönduós (sur réservation)

Vestfirðir (service estival) :
- 61 : Ísafjörður ↔ Hólmavík
- 62 : Patreksfjörður ↔ Ísafjörður

Norðurland eystra :
- 56 : Egilsstaðir ↔ Akureyri
- 78 : Siglufjörður ↔ Akureyri
- 79 : Húsavík ↔ Akureyri

Austurland :
- 91 : Egilsstaðir ↔ Norðfjörður
- 92 : Breiðdalsvík ↔ Fáskrúðsfjörður (sur réservation)
- 93 : Seyðisfjörður ↔ Egilsstaðir
- 94 : Djúpivogur ↔ Höfn
- 95 : Borgarfjörður ↔ Egilsstaðir
- 96 : Norðfjörður ↔ Fáskrúðsfjörður

En complément, deux réseaux locaux existent, exploités par d'autres compagnies :
À Akureyri, exploité par SVA :
- A1 : Brekka ↔ Naustahverfi
- A2 : Naustahverfi ↔ Brekka
- A3 : Giljahverfi ↔ Síðuhverfi
- A4 : Síðuhverfi ↔ Giljahverfi
- A5 : Naustahverfi ↔ Síðuhverfi
- A6 : Síðuhverfi ↔ Naustahverfi

À Reykjanesbær, exploité en régie :
- R1 : Miðstöð ↔ Heiðarsel
- R3 : Miðstöð ↔ Keilir
- R4 : Miðstöð ↔ Hafnir

## Matériel roulant
En 2016, Kynnisferðir achète des VDL Citea LLE.
En 2022 le parc se compose comme suit :
Pour Strætó :
- 12 Irisbus Crossway
- 5 Irisbus Agora S
- 8 Irisbus Citelis 12
- 29 Iveco Bus Crossway
- 2 Mercedes-Benz Citaro
- 9 Scania CL 94 dont deux au gaz naturel pour véhicules
- 1 Volvo B12
- 3 Volvo B12BLE
- 2 Volvo B7R
- 14 Yutong SL12 (électriques)

Pour Hagvagnar :
- 24 Iveco Bus Crossway

Pour Kynnisferðir :
- 20 Iveco Bus Crossway
- 30 VDL Citea LLE

## Fréquentation
Le réseau a enregistré 12,64 millions de voyages en 2023 contre 12,18 en 2019, soit le record depuis le début des mesures régulières en 2017. Le bus reste toutefois peu utilisé, 63 % des déplacements pour le travail ou les études se font en voiture, 12 % à pied et seulement 8 % en bus, l'objectif de la ville de Reykjavík est de faire tomber la part modale de la voiture à moins de 50 % en 2040.

## Projet
En 2015, l'association des municipalités de la région de la capitale (en islandais : Samtök sveitarfélaga á höfuðborgarsvæðinu) a présenté un projet pour un système de bus à haut niveau de service, le Borgarlína, avec une capacité et une fréquence élevées, des voies réservées et des arrêts de bus améliorés, sur un petit nombre de lignes s'appuyant d'avantage sur la densité de population que sur la couverture géographique. Le zonage de la région de la capitale devrait tenir compte de ces routes dans les années à venir. La condition préalable au projet était la participation de l’État islandais à la construction, qui a été approuvée par la Charte des transports de la région de la capitale en 2019.
En 2021, des consultations et une planification ont commencé mais ces projet étant controversé, en partie en raison des coûts élevés, et en 2023, le chantier n'a pas encore débuté.